# Pseudingolfiella
Pseudingolfiella (лат.) — род ракообразных, единственный в составе семейства Pseudingolfiellidae из отряда бокоплавов.

## Описание
Тело червеобразное. Максиллярные пальпы хорошо развиты; ишиальные эндиты маленькие, не длиннее 2-го членика пальп. Коксы сильно редуцированы, несмежные. Гнатоподы субхелатные. Плеоподы редуцированы. Эпимеры вестигиальные. Уросома слабо выражена. Рами уропод 1—2 рами без апикальных крепких волосков

## Классификация
Включает 4 вида, которые выделяют в отдельные монотипические семейство Pseudingolfiellidae Lowry & Myers, 2012, надсемейство Pseudingolfielloidea Lowry & Myers, 2012, инфраотряд Pseudingolfiellida Lowry & Myers, 2012 и подотряд Pseudingolfiellidea Lowry & Myers, 2012. В 2013 году таксон Pseudingolfiellidae исключили из Senticaudata на основании отсутствия апикальных прочных волосков на 1 и 2 уроподах.
- Семейство Pseudingolfiellidae Lowry & Myers, 2012
  - Род Pseudingolfiella Noodt, 1965[4]
    - Вид Pseudingolfiella chilensis (Noodt, 1959)
    - Вид Pseudingolfiella morimotoi  Grosso, Peralta & Ruffo, 2006[5]
    - Вид Pseudingolfiella possessionis  De Smet, 2015[6]
    - Вид Pseudingolfiella soyeri  Coineau, 1977[7]